# Чебза
Чебза (рум. Cebza) је насељено место у градској општини Чаково, округ Тимиш у Румунији. Налази се на надморској висини од 78 м.

## Прошлост
Калуђери српског манастира Пећке патријаршије свратили су 1660. године у село "Чевса", купећи прилоге. Записали су мештане Илију и Милоша као дародавце.
По "Румунској енциклопедији" место се први пут помиње 1337. године. Године 1424. ту је било 92 дома. А неколико векова доцније, 1717. у месту је 80 домова који поптпадају под Чаково. Манастир Чебза који се помиње 1758-1759. године, обновљен је 1996. године. Пописани су 1869. године становници Срби, поред осталих народа.
Чебза је 1764. године била православна парохија у Чаковачком протопрезвирату. Аустријски царски ревизор Ерлер је 1774. године констатовао да се Чебза налази у Чаковачком округу, Чаковачког дистрикта. Становништво је измешано - српско и влашко. Године 1797. када је пописан православни клир у месту регистрована три свештеника. Пароси, поп Марко Мустец (рукоп. 1762), поп Трифун Чораји (1772) и поп Гаврил Поповић (1787) служили су се српским и румунским језиком.

## Становништво
Према попису из 2002. године у насељу је живело 745 становника.

### Попис2002.
| Етнички састав према попису из 2002. године‍ | Етнички састав према попису из 2002. године‍ | Етнички састав према попису из 2002. године‍ | Етнички састав према попису из 2002. године‍ | Етнички састав према попису из 2002. године‍ |
| ------------------------------------------- | ------------------------------------------- | ------------------------------------------- | ------------------------------------------- | ------------------------------------------- |
|                                             |                                             |                                             |                                             |                                             |
| Румуни                                      | Румуни                                      |                                             | 712                                         | 95,7%                                       |
| Роми                                        | Роми                                        |                                             | 16                                          | 2,2%                                        |
| Мађари                                      | Мађари                                      |                                             | 11                                          | 1,5%                                        |
| Срби                                        | Срби                                        |                                             | 5                                           | 0,7%                                        |